# A Date with Jimmy Smith, Volume Two
| Recensione | Giudizio |
| ---------- | -------- |
| AllMusic   | [ 2 ]    |

A Date with Jimmy Smith, Volume Two è un album discografico dell'organista jazz statunitense Jimmy Smith, pubblicato dalla casa discografica Blue Note Records nel novembre del 1957.

## Tracce

### LP
Lato A
1. I Let a Song Go Out of My Heart – 17:00 (John Redmond, Irving Mills, Henry Nemo, Duke Ellington) – Registrato l'11 febbraio 1957

Lato B
1. I'm Getting Sentimental Over You – 4:12 (Ned Washington, George Bassman) – Registrato il 12 febbraio 1957
2. Groovy Date – 13:02 (Hank Mobley) – Registrato l'11 febbraio 1957

## Musicisti
I Let a Song Go Out of My Heart / Groovy Date
- Jimmy Smith - organo
- Donald Byrd - tromba
- Hank Mobley - sassofono tenore
- Lou Donaldson - sassofono alto
- Eddie McFadden - chitarra
- Art Blakey - batteria

I'm Getting Sentimental Over You
- Jimmy Smith - organo
- Lou Donaldson - sassofono alto

Note aggiuntive
- Alfred Lion - produttore
- Rudy Van Gelder - ingegnere delle registrazioni
- Francis Wolff - foto copertina album originale
- Reid Miles - design copertina album originale
- Ira Gitler - note retrocopertina album originale [3]